# Пикалёво I (станция)
Пикалёво I — железнодорожная станция, расположенная в микрорайоне Новая Деревня города Пикалёво Бокситогорского района Ленинградской области. Принадлежит к Октябрьской железной дороге. Расположена на линии Тихвин — Подборовье. Открыта в 1906 году. Код единой сетевой разметки (ЕСР) — 047308. Код в АСУ «Экспресс» — 2004666.

## Основная информация
Станция имеет 6 путей и одну платформу низкого типа. На станции останавливаются как грузовые, так и пассажирские поезда. Внутри здания вокзала имеются зал ожидания и касса по продаже билетов. Здания вокзала — двухэтажный зал ожидания и ангар для технических целей.

## Особенности работы
Станция осуществляет коммерческие операции, связанные с перевозкой грузов:
- Прием и выдача повагонных отправок грузов, допускаемых к хранению на открытых площадках станций.
- Прием и выдача грузов повагонными и мелкими отправками, загружаемых целыми вагонами, только на подъездных путях и местах необщего пользования[3].

Вокзал принимает поезда дальнего следования, которые ходят по направлениям:
- Санкт-Петербург — Вологда;
- Санкт-Петербург — Екатеринбург;
- Санкт-Петербург — Киров;
- Санкт-Петербург — Воркута;
- Санкт-Петербург — Архангельск;
- Санкт-Петербург — Челябинск, Сыктывкар, Микунь ;
- Санкт-Петербург — Сыктывкар, Микунь;
- Санкт-Петербург — Микунь;
- Архангельск — Москва.

Электрички ходят в сторону станций Волховстрой I и Бабаево.